# Slippin'
Slippin' è un singolo del rapper statunitense DMX estratto dall'album Flesh of My Flesh, Blood of My Blood. Si tratta di uno dei pezzi più toccanti dell'artista, nonché di una delle sue canzoni più significative.

## Descrizione
La canzone, che risulta essere l'unico singolo estratto dall'album, non ha debuttato all'interno della chart Billboard Hot 100, ma ha raggiunto la posizione numero 60 nella Hot R&B/Hip-Hop Songs e la numero 30 nel Regno Unito.
È stata prodotta da DJ Shok (produttore della casa discografica Ruff Ryders Entertainment) e il suo testo è stato scritto dallo stesso DMX.

## Video musicale
Il videoclip include un cameo di Jadakiss ed è centrato sull'infanzia difficile del rapper e su tristi momenti della sua vita, come ad esempio quelli in cui la madre gli proibì di tenere un cane in casa o lo ignorò al momento della presentazione della sua ottima pagella scolastica, a tal punto da mortificarlo e farlo scappare di casa. Vi è anche una scena in cui il rapper, sul punto di morte, viene portato via in ambulanza.

## Classifiche
| Classifica (1999) | Posizione massima |
| ----------------- | ----------------- |
| Regno Unito       | 30                |